# آگوستوس اس. پورتر
آگوستوس سیمور پورتر (به انگلیسی: Augustus Seymour Porter) سناتور سابق عضو حزب ویگ بود. وی در سال ۱۸۴۰ تا ۱۸۴۵ میلادی سناتور ایالت میشیگان در سنای ایالات متحده آمریکا بود.